# Горячеісточненська
Горячеісточненська (рос. Горячеисточненская) — станиця у Грозненському районі Чечні Російської Федерації.
Населення становить 1823 особи (2019). Входить до складу муніципального утворення Горячеісточненське сільське поселення.

## Історія
Згідно із законом від 20 лютого 2009 року органом місцевого самоврядування є Горячеісточненське сільське поселення.

## Населення
| 1939  | 1990  | 2002  | 2010  | 2012  | 2013  | 2014  |
| ----- | ----- | ----- | ----- | ----- | ----- | ----- |
| 903   | ↗1307 | ↗1968 | ↘1617 | ↗1666 | ↗1681 | ↗1694 |
| 2015  | 2016  | 2017  | 2018  | 2019  |       |       |
| ↗1722 | ↗1737 | ↗1770 | ↗1808 | ↗1823 |       |       |